# Польское войско в Средние века
Польское войско в Средние века — вооружённые силы польских государств на польских землях с IX века по 1454 год.
С точки зрения изменений в армии можно выделить следующие периоды:
- Польское войско в раннефеодальный период от IX века (правление Мешко I) до военной реформы Казимира Восстановителя (княжеская дружина как основная военная сила)➤.
- Польское войско в период феодальной раздробленности в 1138—1340 годах — времена раздробленности на польских землях (всеобщая мобилизация основных вооруженных сил)➤.
- Польское войско в период сословной монархии в 1340—1454 годах — от военных реформ Казимира Великого до Тринадцатилетней войны (момент введения наёмной армии Казимиром Ягеллончиком)➤.

## Польское войско в раннефеодальный период

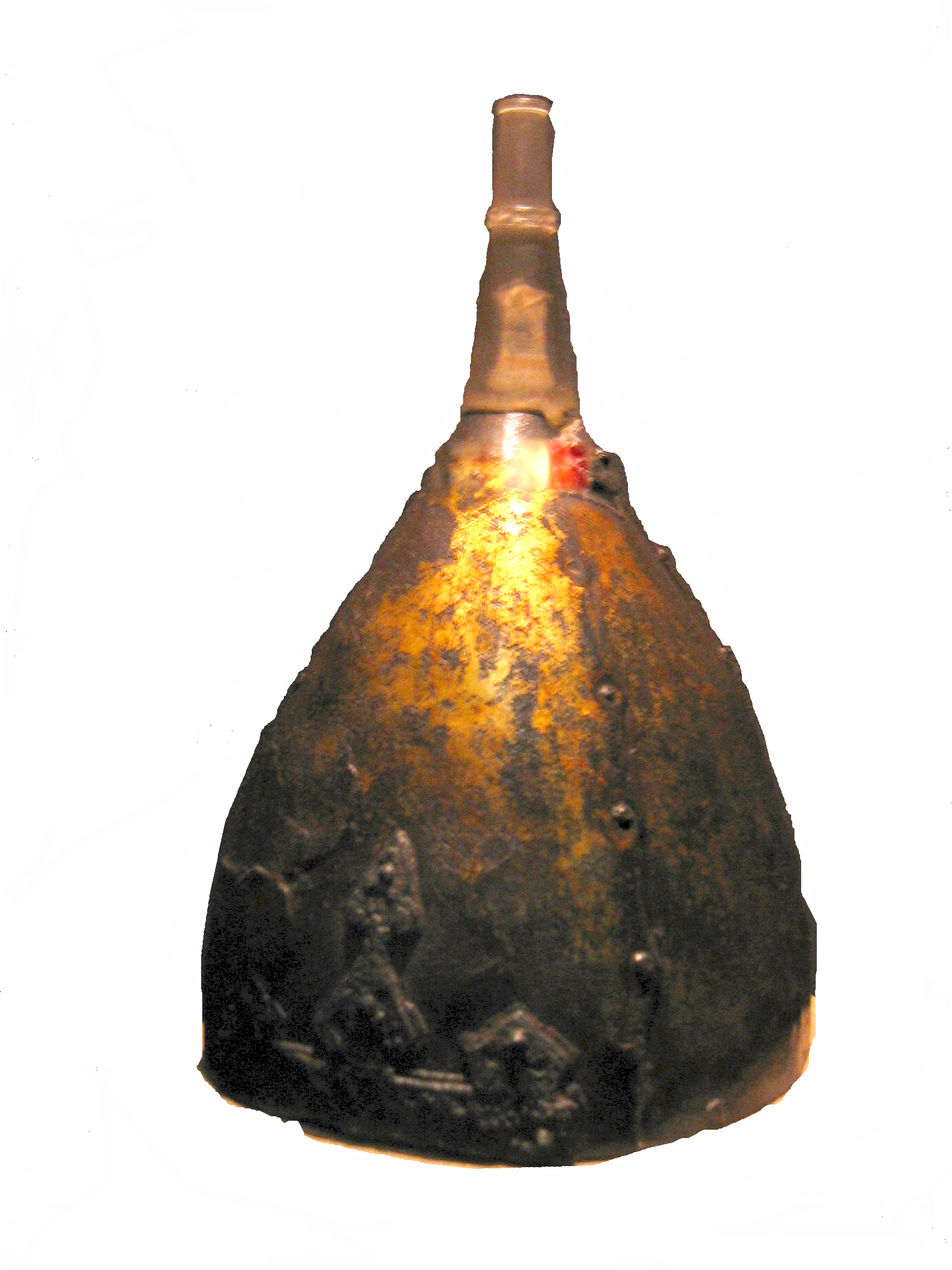
Великопольский шишак X века

### Первобытный устрой
Оборонительная организация страны первой польской династии Пястов состояла преимущественно из крепостей со рвами, валами и частоколами. Из отдельных крепостей создавались городки-крепости, окруженные рвом, насыпью и частоколом, с деревянными постройками и сторожевыми башнями внутри. Такие городки были резиденцией жупана. Рядом с самим городом обычно находился деревенский район, служивший приютом для населения.
Воинов вызывали в военную экспедицию путём рассылания «вичи» по городам и деревням. Воины собирались в городах во главе со старейшинами семей. Князь принимал командование войсками со всей страны. Для облегчения командования армия была разделена на десятки и сотни. При этом родственные связи и авторитет старейшины сохранялись. Более сильные воины служили верхом на лошадях. Таким образом, они составляли военное окружение князя.
Вооружение такого войска включало луки, дротики, копья, топоры и молоты. Лишь немногие воины имели мечи. Оборонительное снаряжение состояло в основном из тканевых доспехов и деревянных щитов. Шлема и кольчуги встречались крайне редко.

### Военная структура
Польская армия в то время состояла из двух частей — княжеской дружины и простого ополчения.

#### Княжеская дружина
Основой армии была дружина. Например, дружина Мешко I представляла собой хорошо оснащённую, отборную постоянную армию. Дружинники находились на попечительстве князя, получали регулярное жалование и всё необходимое для жизни и войны. Дружина насчитывала около 3000 человек и была разделена на подразделения, дислоцированные по всей стране. Некоторые из подразделений оставались непосредственно при правителе. Князь заботился о семьях своих дружинников и обеспечивал их детей. Финансово дружина в основном опиралась на княжеские поместья и дани. По сообщению Ибрагима ибн Якуба, дань, собранная Мешко I, шла на содержание его солдат, которым он давал «одежду, лошадей, оружие и всё необходимое».

Предполагаемый объём государства Мешко I — Civitas Schinesghe и земли, захваченные им

Дружина не была единой единицей. Она состояла из судебного подразделения, также известного как «близкого» подразделения, и «дальнего», расположенного в отдельных городах. «Близкая» дружина, вероятно, была разделена на старшую и младшую. В старшую входили дворяне. Они составляли группу советников князя. Младшая дружина состояла из молодых рыцарей. Последние составляли ядро регулярной армии. В состав придворного отряда входили самые доверенные воины, которые являлись телохранителями князя. Не исключено, что войска, дислоцированные в столице, были организационно обособлены. В состав двора правителя входили также дворяне, входившие в состав королевского совета.
Возможно, «дальняя» дружина формировалась только тогда, когда нужно было защитить страну или организовать наступательную экспедицию. Не исключено, что эти войска управлялись воеводами или графами, управлявшими отдельными областями от имени князя или короля.
Дружина также сражалась в рядах кавалерии в битве между Мешко I и Вичманом и с немцами против вилетов. Они были эскортом епископа Войцеха во время его экспедиции в Пруссию. Во время польско-немецкой войны наиболее выдающиеся дружинники, вероятно, командовали отдельными городами и частями крестьянского бунта. Дружина также участвовала в киевском походе Болеслава I.
По данным Галла, у Болеслава Храброго было 3900 воинов тяжёлой кавалерии и 13 000 щитовиков, расположенных в Познани, Гнезно, Гече и Влоцлавеке. Цифры, приводимые летописцем, часто подвергаются критике и различным толкованиям. Их считают завышенными, если предположить, что Польша в то время располагала войсками в несколько тысяч солдат, а в боевых действиях единовременно принимало участие не более нескольких тысяч человек.
В течение XI века, помимо монарха, свои отряды (дружины) стали формировать также высшие государственные чиновники, духовные сановники и землевладельцы. В новых условиях дружина правителя утратила прежнее военное значение. Он также перестал выполнять административные и фискальные функции. Она ограничилась ролью судебного подразделения. Изменились и способы материального поддержания дружины. Вместо вознаграждения воинам часто давали в пользование землю. Во времена Болеслава Кривоустого дружина прекратила свое существование. Польша обеднела и, разделённая на различные государства, уже не могла содержать постоянную армию. Воинам дружины предоставлялись земли с обязательством рыцарской службы. Роль придворных рыцарей полностью перешла к оседлым рыцарям, а основной боевой единицей польских вооружённых сил стал рекрут.
Результатом деятельности дружины стало создание сильного польского государства из разрозненных племён под властью династии Пястов. Племена полян завоевали земли соседних племён и заложили зачатки польской нации. Благодаря дружине молодое польское государство защитилось от надвигающегося германского вторжения (победа брата Мешко, Чибора, при Цедыне в 972 году), захватило часть Карпат и прочно устояло в Прибалтике.

#### Посполитое рушение
Второй частью польских вооружённых сил было посполитое рушение свободных людей, значительно превосходившее дружину по количеству воинов. Первоначально в его состав входили вооружённые кметы и владыки (предшественники шляхтичей). Участвовать были обязаны все жители открытых и укреплённых поселений. Её ядро составляли тяжеловооружённые конные воины, составляющие начало рыцарства, то есть дворянства. Рядом с сокращённой дружиной и крестьянским ополчением стало развиваться простое рыцарское ополчение. Оно состояло из дворян и их придворных. В первые годы XII века отряд палатина Скарбимира самостоятельно воевал в Померании и Богемии. Существовал также отряд архиепископа Гнезненского — рыцари св. Войцеха. Подобные отряды были и у палатина Сецеха и Магнуса, администратора Мазовии. В состав телохранителей входили в основном зависимые люди, в том числе «слуги-рыцари». Галл, писав о временах Болеслава Храброго, утверждает, что армия состояла из двух рода войск: тяжёлой кавалерии (панцирной) и щитоносской, а их количественное соотношение составляло 1:4,3. Он добавляет, что во время правления Болеслава Кривоустого количество войск, находящихся в его распоряжении, значительно сократилось. Соотношение панцирных рыцарей к крестьянам-щитоносцам показывает, что в его время мало кто из крестьян взялся за оружие.

### Организация армии

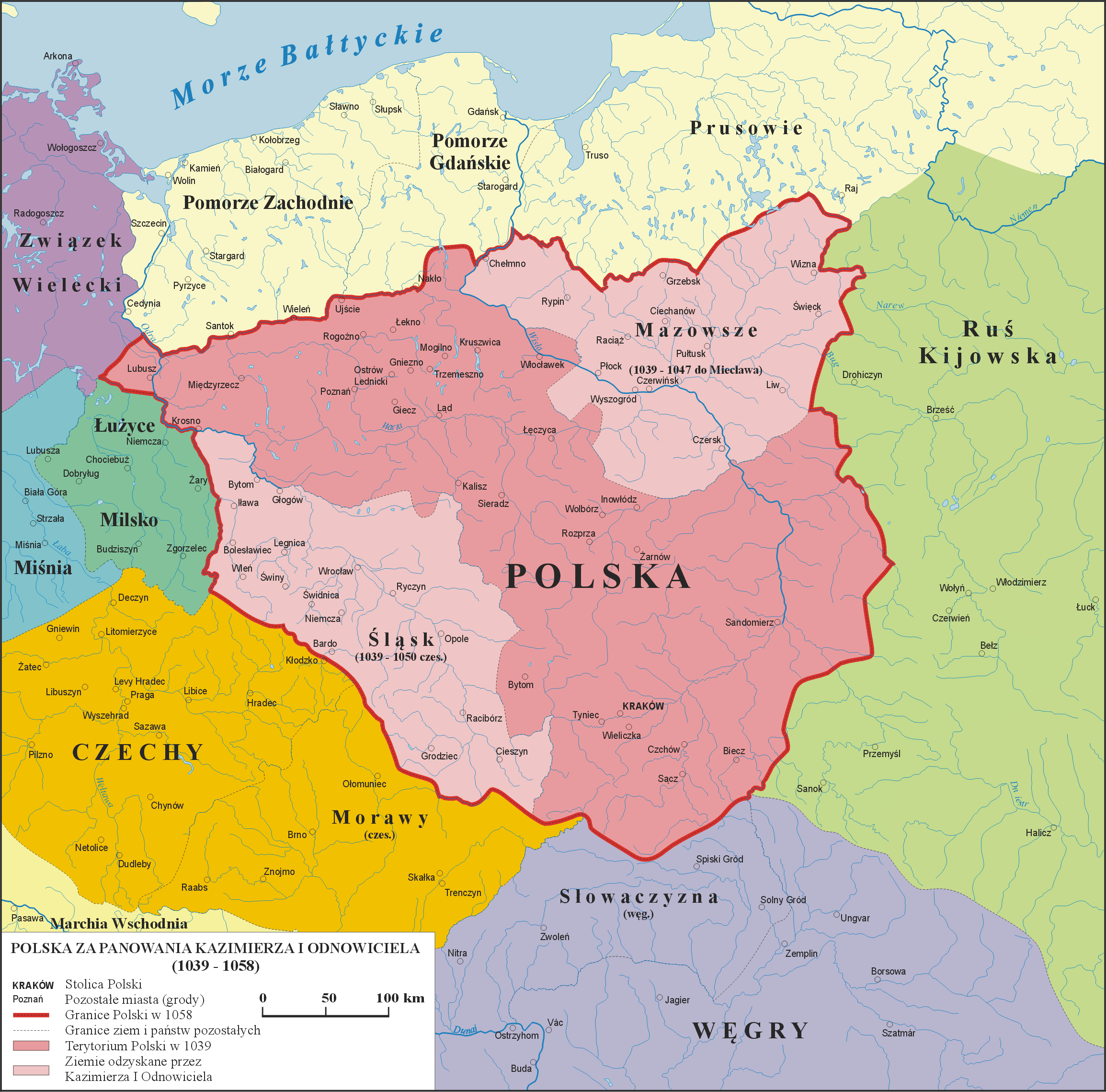
Польша во времена правления Казимира I Восстановителя

Армию возглавлял король или князь с военным советом. Ему подчинялись дружина и народное ополчение. Основной тактической единицей армии были: «линия» — меньшая боевая единица и «легион» — более крупная единица. Численность войск не была постоянной. Это были как организационные, так и тактические подразделения. По мнению Галла, Казимир Восстановитель сражался тремя линиями против тридцати линий мазовцев, и эти три линии составляли менее половины легиона. Легион состоял примерно из 6 линий, а линия могла состоять из 100—300 воинов. Для разделения на единицы используется десятичная система. Возможно, сохранялось и трёхдесятичное деление.
Подтверждено территориальное деление времён Болеслава Кривоустого. Армия каждой «провинции» составляла отдельную единицу. За пределами этого формирования находились адъютантские войска князя, палатина и архиепископа. Похожий принцип, вероятно, применялся и в более ранний период.
После войны народное ополчение разгонялось по домам. В городах оставалась постоянная дружина, а также вспомогательные части. И при княжеском дворе, и при дворах архиепископа, епископов и высших государственных сановников всегда находилось определённое количество вооружённых людей, готовых в любой момент вступить в бой.

### Вооружение и техника

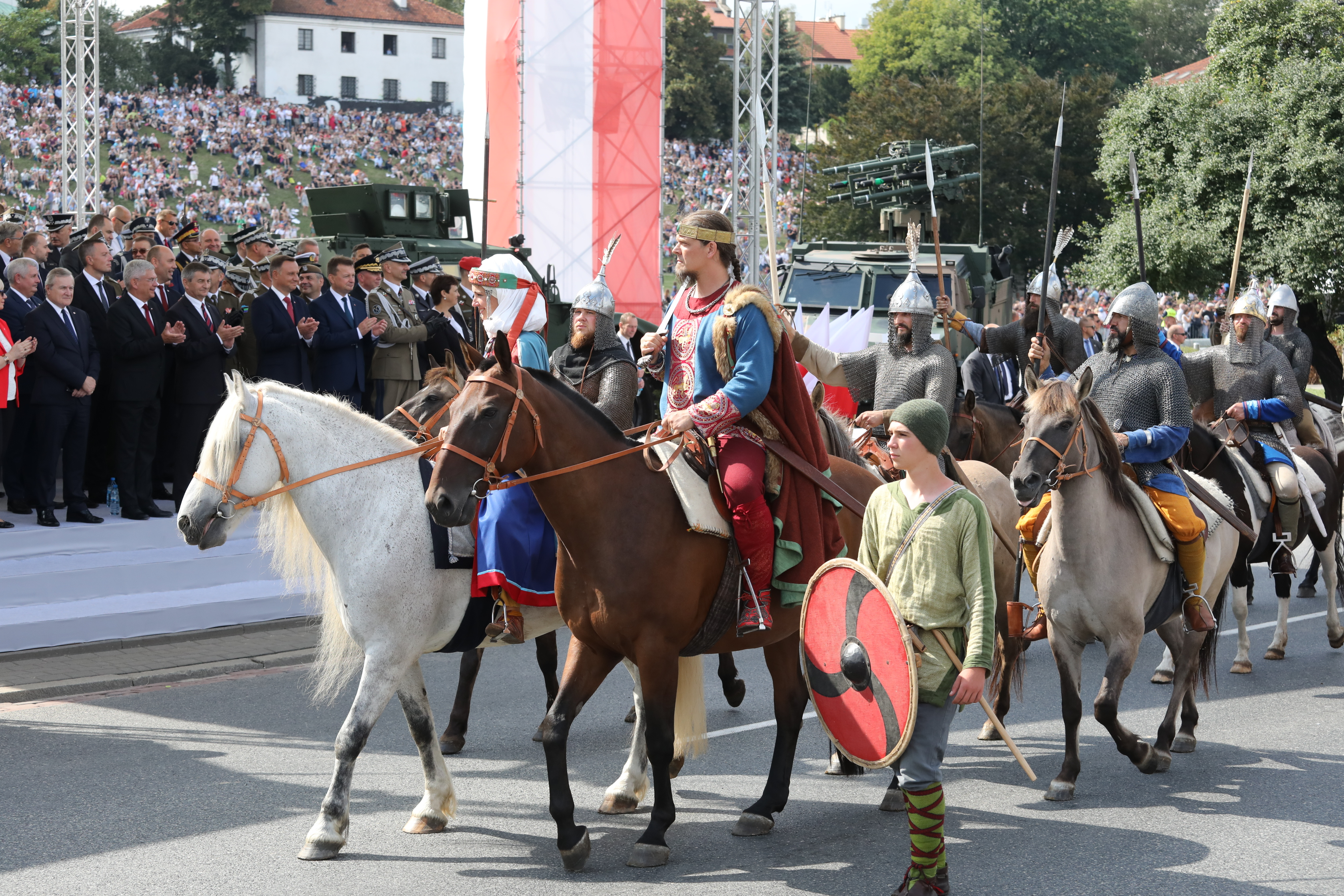
Польские рыцари со свитой. Реконструкция. Празднование Дня Войска Польского с участием Маршала Сейма

В результате изменения тактики боя в Польше и её соседях произошла частичная унификация вооружения.
Мечи, использовавшиеся в Польше в этот период, имели среднюю длину лезвия около 75 см. Их использовали преимущественно для рубки, реже использовалось острие. Одноручная рукоять, богато украшенная, имела тяжелое навершие и крестовину. Клинок был сварен в одно целое из нескольких железных и стальных стержней различной твёрдости и гибкости. Ножны для меча изготавливались из дерева, обтянутого тканью и обтянутого кожей. На их нижнем конце размещалась декоративная металлическая фурнитура. Меч был дорогим оружием, которым пользовались в основном дружинники и богатые люди.
Широко использовались копья и топоры. Разновидностью топора был чекан с головкой, снабжённой молотком или шипом. Топоры, которыми пользовались пехотинцы, крепились на довольно длинной рукоятке топора (по иконографическим источникам в Западной Европе они чаще всего имели длину 150—170 см), у всадников, вероятно, использовались более короткие рукояти топора. Головка топора была относительно небольшой, а её средний вес составлял около 0,75 кг.
Копья, обычно с ланцетным наконечником, предназначались для рукопашного боя. Наконечники с зазубринами встречались редко. Древко копья, не очень толстое, имело длину около 2 м. Самое длинное копьё с целым древком было поймано из озера Ледница, сохранившаяся длина — 321 см.
Лук был широко используемым оружием в армии. Сырьём для изделия служила твёрдая и гибкая древесина. Польский лук представлял собой длинный лук длиной примерно 1-1,8 м. Лук и стрелы носились или переносились в футлярах, называемых «лубе» (пол. łubie, для лука) и «тул» (пол. tuł, для стрел). Хороший лучник стрелял на расстояние до 200 м (точная стрельба велась максимум на 50—60 м), со скоростью примерно 12 стрел в минуту.
В XII веке на польских землях появились арбалеты. Арбалет имел более низкую скорострельность, чем лук. Однако у него была гораздо более высокая начальная скорость и, следовательно, пробивная сила.
Другие виды оружия — ножи, дубинки и пращи — играли второстепенную роль.
Важнейшим элементом защитного снаряжения был щит. Его дизайн изменился. Вместо рукоятки он имел лямки, позволяющие подвешивать его на предплечье. Рука воина оставалась свободной и могла вести коня или держать лук. Внешняя сторона щита была покрыта красочной росписью. До середины XI века использовались круглые щиты, позже вошли в обиход треугольные и миндалевидные щиты.
Доспехом чаще всего была кольчуга. Она состояла из небольших склёпанных колец железной проволоки, каждое из которых было соединено с несколькими соседними. Изготовление кольчуги было чрезвычайно трудоёмким. Количество колец в одной кольчуге могло достигать нескольких десятков тысяч. Вес кольчуги с длинными рукавами и воротником, закрывающим шею, составлял примерно 10 кг.
Голову воина закрывал шлем. Обычно это шишак, изготовленный из четырёх железных листов, соединённых заклёпками, покрытых позолоченным листовым металлом. К декоративному обручу крепился воротник из кольчуги, закрывающий часть лица и шеи. Гораздо большей популярностью пользовались шлемы нормандского типа, конические или полукруглые, с носиком, защищающим лицо. Многие экземпляры были обнаружены во время исследований на озере Ледница.
В состав снаряжения для верховой езды входили, среди прочего, шпоры и конское снаряжение. Шпоры, часто декоративные, ещё не имели характерных звездочек (вращающихся концов, чтобы «стимулировать лошадь»). Упряжь лошади состояла из деревянного, обтянутого кожей седла с железными стременами и кожаной уздечки. Всадник также мог иметь ведро для полива и серп для коса травы.
Одежда и снаряжение воинов не были единообразными. Пехотинец, или щитоносец (лат. clipeatus), был вооружен щитом, копьём, топором или мечом и луком со стрелами. Панцирный (лат. loricatus) — тяжелобронированный всадник со шлемом, щитом и доспехами, вооруженный копьём, мечом, иногда топором и луком. Полная нагрузка «панцира» составляла около 30 кг. На рубеже XI и XII веков в польской армии была и более лёгкая конница, без доспехов. Музыкальными инструментами войны были рожки и барабаны.

## Польское войско в период феодальной раздробленности

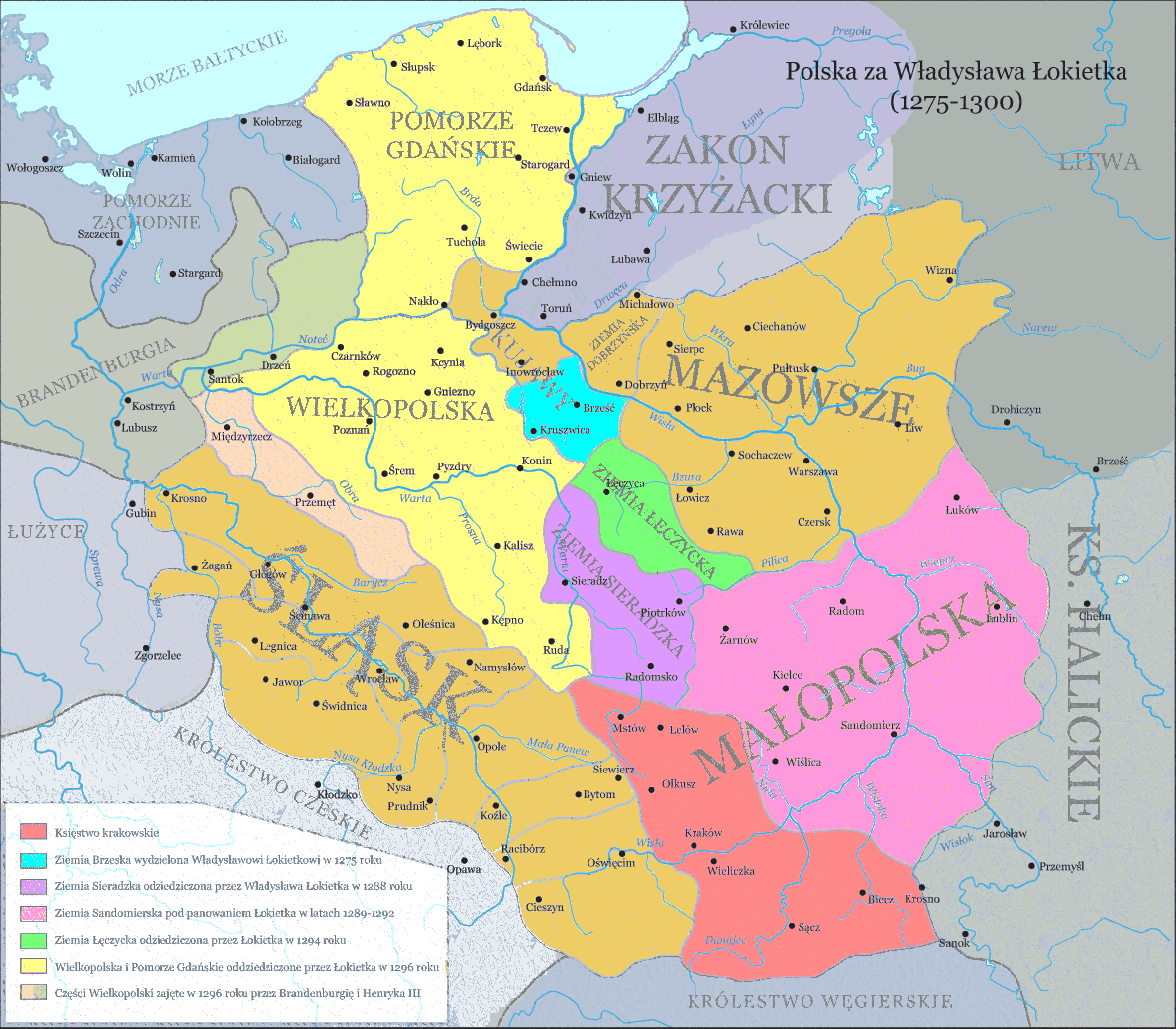
Польша в 1275—1300 годах

### Характеристика эпохи
Статут Болеслава III Кривоустого от 1138 года положил начало процессу феодальной раздробленности в Польше. Князья стремились взять под контроль краковский удел, символизируя превосходство принципата над остальными уделами. В Польше окончательно сформировался и закрепился феодальный строй.

### Организация армии
В этот период не было единой польской армии. Каждый удел имел отдельные вооружённые силы. Главнокомандующим войсками своего удела обычно был князь. Рядом с ним или вместо него действовал и воевода. Он мог по приказу князя вести всю экспедицию или командовать её частью. Командирами подразделениями грудов (пол. gród, славянские предшественники замков) обычно были каштеляны. Трудно сказать, кто командовал отдельными конными хоругвями и пехотными отрядами, действовавшими в битвах.
Основой вооружённых сил, которыми располагали отдельные уделы, было посполитое рушение. Рыцарство в нём составляло исключительно конницу, а крестьяне и горожане пехоту, сапёрные и обслуживающие отряды.
Наряду с посполитым рушением были немногочисленные постоянные отряды. Их составляли, прежде всего, подразделения княжеских грудов, состоящие из профессиональных солдат. Они также служили при княжеском дворе как своего рода вспомогательная гвардия.
Третий элемент вооружённых сил были наёмные войска, проходящие службу в течение одной кампании. Они служили в основном за часть добычи и небольшую зарплату. В основном это были представители ближайших соседей Польши.
В коннице было разделение на тяжёлую и лёгкую. Однако это не было организационным разделением — существовала лишь разница в тактической функции. Отдельных порядков тяжёлой и лёгкой конницы не создавалось, но в авангарде чаще всего выступали лучше вооружённые рыцари. Отдельные отряды лёгкой конницы составляли наёмные или союзные войска.
В пехоте только лучники могли быть организованы в отдельные организационные подразделения, а из-за большой дальности своего оружия они могли действовать как фактически отдельные подразделения от основных вооружённых сил.
Вспомогательные отряды — это технические отряды и «таборовое войско», отвечавшие за передвижной лагерь. Первые состояли в основном из ремесленников, которые чаще всего использовались для строительства осадных и метательных машин.
Из-за отсутствия источников вопрос о разделении армии на части остаётся в сфере догадок и аналогий. Стоит предположить, что в те времена рыцарская конница делилась на хоругви (территориальные или родовые), а те — на копья, состоящие из рыцаря и его свиты. В тех случаях, когда военные действия велись несколькими союзными князьями в тактических целях, часто объединялись хоругви в более крупные хуфцы, каждые из которых, вероятно, включали в себя все рыцарские хоругви одного удела. Кукель называет эти отряды когортами.

### Вооружение и техника

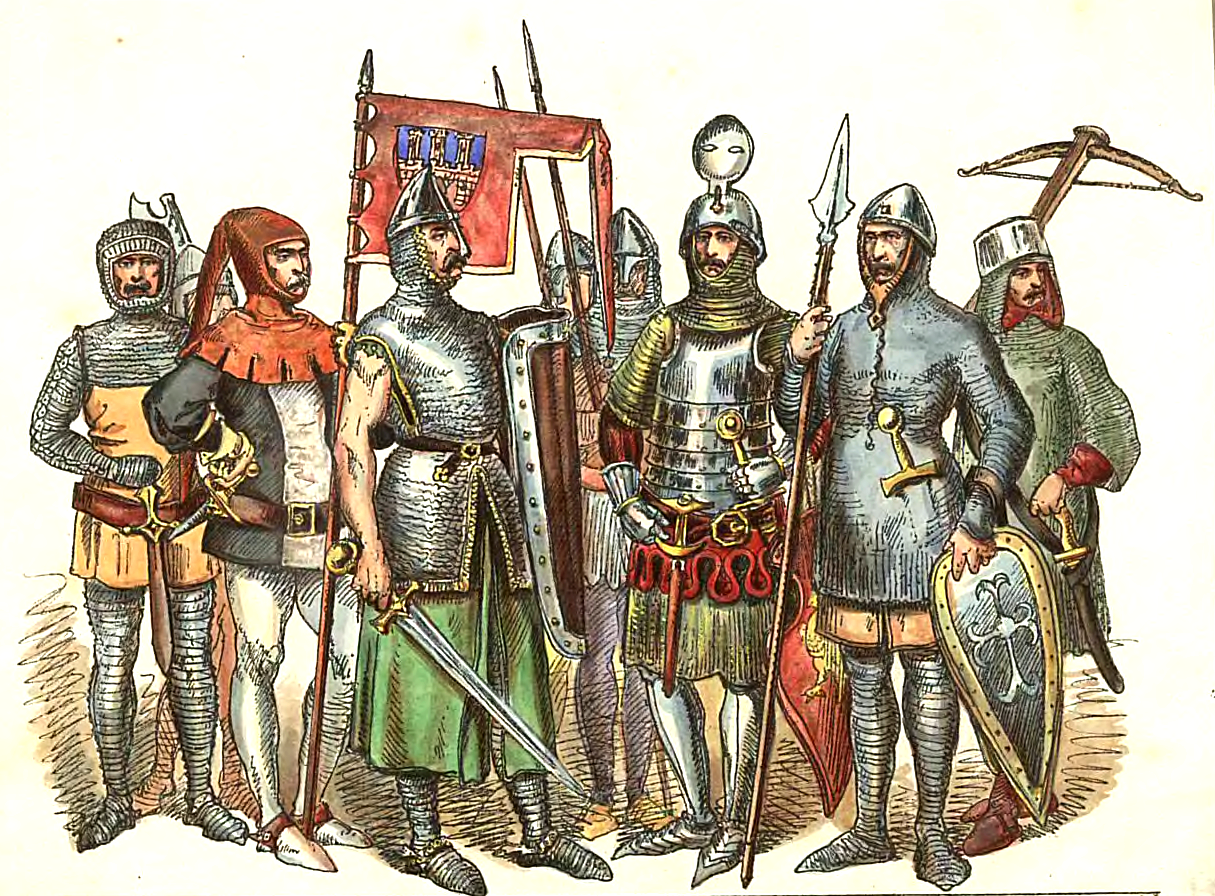
Польское рыцарство в 1228—1333 годах

В то время индивидуальное вооружение включало в себя наступательное и защитное оружие. Рубящим оружием были мечи и кинжалы. Типичный польский меч XIII—начала XIV веков имел в основном толстую, прямую, обоюдоострую, остроконечную форму. Это позволяло использовать его не только для рубящих, но и для колющих ударов. Клинок был гладким или имел дол до половины своей длины. Для защиты руки служила прямая или загнутая обоими концами к лезвию крестовая гарда. Длина меча составляла около 110—130 см, из которых около 20—25 см приходилось на рукоять. Мечи носили на поясе в деревянных ножнах, обтянутых кожей и снабжённых фурнитурой. Меч также был символом привилегированного социального положения рыцаря. Он торжественно вручался вместе с рыцарским поясом и шпорами молодому члену феодального сословия во время присяги.
Древковое оружие — это прежде всего копьё. В XII и XIII веках оно было преобразовано в рыцарское копьё. Оно состояло из древка и железного наконечника копья, снабжённого насаженной на него втулкой. Длина превышала 2 м, из них около 30 см приходилось на наконечник копья. Рыцарские копья обычно имели вымпел с вышитым на нем рыцарским гербом. Старые копья по-прежнему использовались в пехоте. Пехота также использовала бердыш. Он имел древко длиной около 2 м и закрепленный сбоку большой топор. Это было эффективное средство борьбы пешего солдата с конным рыцарем. Он мог разрубить щит или броню противника. При этом можно было использовать различные концы топора: верхний для толкания, а нижний для того, чтобы зацепить всадника и сдёрнуть его с лошади.
Дробящее оружие было распространено преимущественно среди пехоты. Обычно это деревянная дубинка. Её использование требовало много физической силы, но было весьма эффективным из-за огромных сокрушительных способностей оружия. Более дорогим и эффективным типом дубинки была булава, имевшая прямое толстое древко и прикреплённую к нему железную головку с прикрепленными к ней толстыми острыми шипами.
К дальнобойному оружию относятся в первую очередь праща, лук и арбалет. В Польше использовалась преимущественно западная разновидность лука. Он состоял из деревянного гибкого древка и прикреплённой к нему тетивы. Длина лука составляла от 120 до 180 см. Снаряд представлял собой стрелу, состоящую из древка и железного наконечника. Скорострельность лука достигала 10 выстрелов в минуту, эффективная дальность стрельбы — до 200 м.
В арбалете деревянное древко лука было заменено стальными плечами, использована более толстая тетива и всё это помещено на ложе с прикладом. В более поздние времена использовалась рукоятка или рычаг. В этот период в Польше применялись арбалеты без натяжного механизма, снабжённые только стременем, которое прижималось ногой, а затем натягивалась тетива руками или с помощью крючка, прикреплённого к поясу. Стрелял он со скоростью один выстрел в минуту, но более точно, чем лук. Его снаряд — болт — имел бо́льшую пробивную силу, чем стрела из лука на той же дальности.
Основой защитного снаряжения был щит. Он был изготовлен из дерева, обтянут кожей и снабжён фурнитурой. Рыцарский щит имел треугольную или миндалевидную форму. Наравне с ним в XII веке использовались круглые щиты, а в XIII и XIV веках — четырёхугольные фрамуги. Возможно, пехота использовала круглые и овальные щиты.
Шлем использовался только рыцарской конницей. В течение рассматриваемого периода форма шлема претерпела эволюцию. Одновременно использовались как новые (для этого периода), так и старые шлемы. Существовало два типа шлемов: закрытые и открытые. Первым был горшковый шлем, закрывавший всю голову и шею. Иногда он имел выступ в виде вертикального гребня, предназначенный для скрытия носа, и всегда имел горизонтальные зрительные и дыхательные щели. На верх шлема помещался плюмаж или художественно выполненный герб. Это был отличительный знак рыцаря.
Открытые шлемы не закрывали лицо. Самой распространенной разновидностью был открытый шлем полукруглой формы, плотно прилегающий к голове (возможно, цервельер). Нижнюю часть лица и шею, а также затылок закрывали воротником из кольчуги, прикреплённым к шлему. Другим видом защиты головы был кольчужный капюшон, спускавшийся на плечи и закрывавший шею, напоминавший балаклаву из переплетённых стальных колец.
Доспехи, используемые в Польше, были разных времен. Это были кольчужные рубахи и кожаные куртки с нашитыми металлическими кольцами или пластинами.
Кольчуга часто закрывала всё тело и конечности. Она была сделана из маленьких спаянных железных колец, соединённых вместе.
Кожаная куртка, обшитая металлом, надетая поверх кольчуги, несколько затрудняла движения рыцаря, но являлась ещё более эффективной защитой тела от ударов противника. Латные доспехи в то время в Польше ещё не использовались.

### Комментарии
1. ↑  лат. acies
2. ↑  лат. legio
3. ↑  На гобелене из Байе пехотные топоры доходят до подбородка владельца.
4. ↑  Раскопанный в 2014 году, он в настоящее время хранится в музее первых Пястов на Леднице.
5. ↑  Они дали начало придворным войскам.